# Tu honoreras ta mère et ta mère
Pour plus de détails, voir Fiche technique et Distribution.
Tu honoreras ta mère et ta mère est un long métrage français réalisé par Brigitte Roüan, sorti en 2012.

## Synopsis
Jo est une mère méditerranéenne jusqu’au bout des ongles. Tous les ans, elle rassemble ses quatre fils et leurs tribus, fils qui viennent se soumettre à ses caprices pour des vacances en bord de mer sur une île des Cyclades. 
Un tantinet abusive, elle exerce sa tyrannie sur chacun de ses fils qui subissent l’épreuve stoïquement jusqu’à inéluctablement se révolter et faire immédiatement amende honorable à la grande satisfaction de Jo. Les quatre belles-filles restent toujours d’une neutralité exemplaire et les petits-enfants sont plutôt joyeux et sympathiques. La grand-mère y est heureuse de vivre et Théodule, le bébé joufflu de Soizic, fait rire tout le monde.

## Fiche technique
- Titre : Tu honoreras ta mère et ta mère
- Réalisation : Brigitte Roüan
- Scénario : Brigitte Roüan, Jean-François Goyet, Guy Zilberstein, Jacques Akchoti
- Image : Agnès Godard
- Montage : Laurent Roüan
- Musique : Grigoris Vasilas
- Son : Michel Casang, Manu Vidal, Dominique Gaborieau
- Décors : Thierry François, Dorian Maloine
- Costumes : Élisabeth Tavernier
- Produit par : Patrick Sobelman
- Date de sortie :  France : 6 février 2013
- Durée : 92 minutes

## Distribution
- Nicole Garcia : Jo
- Éric Caravaca : Pierre
- Patrick Mille : Lucas
- Michaël Abiteboul : Fabien
- Gaspard Ulliel : Balthazar
- Élisa Tovati : Rachel
- Sandrine Dumas : Lucille
- Sarah Gabriel : Deirdra
- Hélène Ruys : Soizic
- Emmanuelle Riva : Granny
- Lakis Lazopoulos : le maire
- Demis Roussos : le pope
- Zafiris Katramadas : le jardinier
- Solal Forte : Antoine
- Victor Desrousseaux : Matthias
- Victor Autier : Martin
- Noumia Boutleux : Aïssa
- Louis Frechou : Tom
- Paul Frechou : Lancelot

## Tournage
Le tournage a lieu en Grèce à Milos, une île des Cyclades, en août et septembre 2011.